# Арчіл Арвеладзе
Арчіл (Ачі) Арвеладзе (груз. არჩილ არველაძე; нар. 22 лютого 1973, Тбілісі, Грузинська РСР) — грузинський футболіст, нападник.

## Клубна кар'єра
Футбольний шлях розпочав в футбольній школі «Аваза», заснованій Михайлом Месхі. Дорослу футбольну кар'єру розпочав 1990 року в «Мартве» (Тбілісі), потім перейшов до одного з найсильніших клубів країни, «Іберія» (Тбілісі). У першому ж сезоні в складі «динамівців» виграв «золотий кубок», а Арчіль відзначився 12-ма голами в 22-ох матчах. Зокрема, з 8-ма голами відзначився у кубку Грузії, де став найкращим бомбардиром турніру. У 1993 році виїхав за кордон. Спочатку виступав за турецький «Трабзонспор», де провів чотири роки. Після цього, вже в статусі гравця національної збірної Грузії, підписав контракт з нідерландським «НАК Бреда». За два сезони, проведені в Нідерландах, відзначився 21-им голом у 58-ми матчах. У 2000 році підсилив «Кельн», який щойно повернувся до Бундесліги. Проте в Німеччині заграти не вдалося. Арчіл отримував травми за травмою, через що не мав можливості регулярно грати в основі, де починаючи з сезону 1993/94 років вже виступав його брат Реваз Арвеладзе. У 2003 році Арчіл залишив Німеччину та повернувся в рідну Грузію, де став гравцем «Динамо» (Тбілісі).

## Кар'єра в збірній
Виступав за юнацькі та молодіжну збірну Грузії. У футболці національної збірної Грузії зіграв 32 матчі та відзначився 5-ма голами.

## Особисте життя
Брат, Реваз, також свого часу виступав за «Кельн». Брат-близнюк Арчіла, Шота, завершив кар'єру футболіста 2008 року.
21 липня 2021 року було оголошено, що Арвеладзе, можливо, стане кандидатом на пост мера Тбілісі від партії «За Грузію» на місцевих виборах у Грузії 2021 року.

## Досягнення
«Динамо» (Тбілісі)
- Ліга Еровнулі
  -  Чемпіон (2): 1991/92, 1992/93

- Кубок Грузії
  -  Володар (2): 1991/92, 1992/93

«Трабзонспор»
- Кубок Туреччини
  -  Володар (1): 1994/95

- Суперкубок Туреччини
  -  Володар (1): 1995